# Maritrema misenensis
Maritrema misenensis är en plattmaskart. Maritrema misenensis ingår i släktet Maritrema och familjen Microphallidae. Inga underarter finns listade i Catalogue of Life.